# The Danish Girl
The Danish Girl (bra: A Garota Dinamarquesa; prt: A Rapariga Dinamarquesa) é um filme teuto-belgo-nipo-dano-britano-estadunidense de 2015, dos gêneros drama biográfico, e ficção histórica, dirigido por Tom Hooper, com roteiro de Lucinda Coxon baseado no romance The Danish Girl, de David Ebershoff, e inspirado na vida das pintoras dinamarquesas Lili Elbe e Gerda Wegener
O filme é protagonizado por Eddie Redmayne como Lili Elbe, uma das primeiras pessoas transgênero a se submeter a uma cirurgia de redesignação sexual e Alicia Vikander como Gerda Wegener.

## Sinopse
Cinebiografia de Lili Elbe (Eddie Redmayne), atribuída como Einar Mogens Wegener ao nascer, na década de 20, sendo uma das primeiras pessoas transgênero a se submeter a uma cirurgia de redesignação sexual. Em foco o seu relacionamento amoroso com a pintora dinamarquesa Gerda (Alicia Vikander) e sua descoberta como mulher quando sua esposa pede para que ela pose para retratos femininos quando uma modelo falta.
Sua esposa aceita a cirurgia mas percebe que perdeu a pessoa com quem se casou e Hans Axgil (Matthias Schoenaerts), vem formar um triângulo amoroso.

## Elenco
- Eddie Redmayne - Einar Wegener / Lili Elbe
- Alicia Vikander - Gerda Wegener
- Matthias Schoenaerts - Hans Axgil
- Ben Whishaw - Henrik
- Amber Heard - Ulla
- Sebastian Koch - Warnekros
- Emerald Fennell - Elsa
- Adrian Schiller - Rasmussen

## Prêmios e indicações
| Prêmio             | Categoria                    | Recipiente                                                              | Resultado |
| ------------------ | ---------------------------- | ----------------------------------------------------------------------- | --------- |
| Oscar 2016         | Melhor atriz coadjuvante     | Alicia Vikander                                                         | Venceu    |
| Oscar 2016         | Melhor ator                  | Eddie Redmayne                                                          | Indicado  |
| Oscar 2016         | Melhor design de produção    | Eve Stewart (dir. art.), Michae Standishl (cenog.)                      | Indicado  |
| Oscar 2016         | Melhor figurino              | Paco Delgado                                                            | Indicado  |
| Globo de Ouro 2016 | Melhor atriz - drama         | Alicia Vikander                                                         | Indicado  |
| Globo de Ouro 2016 | Melhor ator - drama          | Eddie Redmayne                                                          | Indicado  |
| Globo de Ouro 2016 | Melhor trilha sonora         | Alexandre Desplat                                                       | Indicado  |
| BAFTA 2016         | Melhor filme britânico       | Tim Bevan, Eric Fellner, Anne Harrison, Tom Hooper, Gail Mutrux (prod.) | Indicado  |
| BAFTA 2016         | Melhor atriz                 | Alicia Vikander                                                         | Indicado  |
| BAFTA 2016         | Melhor ator                  | Eddie Redmayne                                                          | Indicado  |
| BAFTA 2016         | Melhor maquiagem e penteados | Jan Sewell                                                              | Indicado  |
| BAFTA 2016         | Melhor figurino              | Paco Delgado                                                            | Indicado  |

## Críticas
O filme recebeu críticas pela escolha de um homem cisgênero para interpretar uma mulher transgênero. Ele também foi criticado por ser escrito de maneira semelhante a feminização forçada erótica, obscurecendo a verdadeira história de uma figura trans histórica e por ser baseado num livro fictício que não conta a verdadeira história de Lili e Gerda Wegener. Tópicos incluindo a orientação sexual de Gerda, como era evidenciada por suas pinturas eróticas envolvendo mulheres — Gerda era provavelmente lésbica ou bissexual, ela e Lili eram mais como irmãs do que amantes, e a desintegração do relacionamento de Gerda e Lili depois do anulamento de seu casamento foram omitidos no livro e no filme. As famosas pinturas de arte erótica lésbica de Gerda Wegener não são mencionadas no filme. A causa da morte de Lili também foi deixada de fora de filme, em nenhum momento é mencionada que ela morreu de infecção causada por rejeição ao útero que lhe fora transplantado.